# 孔完
孔完（?—221年），东汉时鲁国人。孔子二十代孫，孔均玄孙，孔志曾孙，孔損之孙，孔曜长子。
汉安帝延光三年（124年），汉安帝封孔曜为奉圣亭侯，孔曜死后，汉灵帝建宁二年（169年），汉灵帝封孔完为褒亭侯，食邑一千户。他没有儿子，曹魏时曹丕命他的弟弟孔讚之子孔羡袭爵，为宗圣侯。

## 参看
- 孔子
- 孔子世家大宗世系
- 孔子世系
- 孔子世家大宗世系图
- 孔子世家总世系图 (中兴祖前)